# 2013年ラグビーウェールズ代表の日本遠征
2013年6月、ウェールズは、2013 ミッドイヤー・ラグビーテストマッチシリーズの一部として日本へ遠征した。ウェールズ代表は6月8日と6月15日の2度、日本代表とテストマッチ（リポビタンDチャレンジ）を行った。6月8日は日本で最も古いラグビーユニオン専用競技場である大阪の近鉄花園ラグビー場で、6月15日は日本ラグビーのホームスタジアムである東京の秩父宮ラグビー場で試合が行われた。ウェールズにとって日本とのテストシリーズは2001年以来（ウェールズの2勝0敗）であり、日本との対戦はラグビーワールドカップ2007本大会一次リーグB組での試合（ウェールズが72対18で勝利）以来であった。また、日本で日本代表と対戦したティア1の国としては、2006年のイタリア以来でもあった。
遠征の開始時点では、日本はウェールズから勝利を挙げたことがなく、これまでの全試合でウェールズが勝利を収めていた。しかしながら、シリーズの第2試合で日本はウェールズからテストマッチ初勝利を挙げた。
テストシリーズはウェールズ1勝、日本1勝の引分けで終わった。

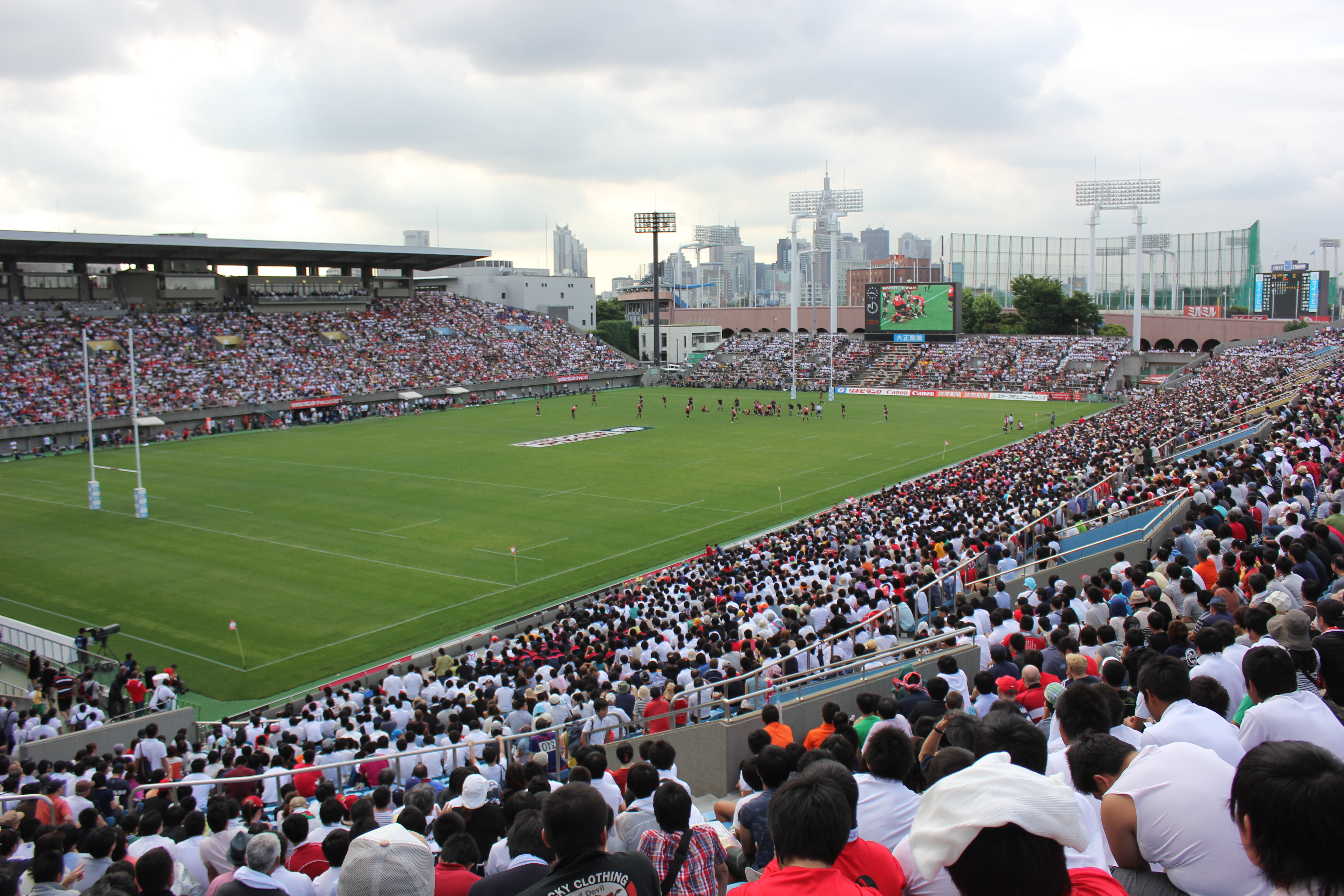
第2試合の秩父宮ラグビー場（2013年6月15日）。観客動員数: 21,062人。

## 試合
花園での第1戦は敗れた際に、エディー・ジョーンズは「アタックでチャンスがありながら、自ら失った。大事な場面で集中力が欠けた。同じ過ちを繰り返してはならない」と話していた。そして第2戦、SH田中史朗は積極的にサイドアタックを仕掛けてFWを前に出し、後半になると連続攻撃から最後は相手のディフェンスが届かないところでFLマイケル・ブロードハーストがトライ。さらにCTBクレイグ・ウィングのトライと五郎丸のPGで23得点。ディフェンスも後半に1トライを許しただけであった。
| 日付                          | 場所                       | ホーム | スコア | アウェー   |
| ----------------------------- | -------------------------- | ------ | ------ | ---------- |
| 2013年6月8日14時 JST (UTC+9)  | 近鉄花園ラグビー場（大阪） | 日本   | 18–22  | ウェールズ |
| 2013年6月15日14時 JST (UTC+9) | 秩父宮ラグビー場（東京）   | 日本   | 23–8   | ウェールズ |

## 選手

### ウェールズ
ウォーレン・ガットランドとロブ・ハウリーがブリティッシュ・アンド・アイリッシュ・ライオンズの2013年オーストラリア遠征に専念しているため、ロビン・マクブライドが臨時ヘッドコーチを務めた。5月21日、マクブライドは遠征に参加する27名を発表した。
遠征の前（5月28日）にアーロン・シングラーとアシュリー・ベックが怪我のため離脱し、ジョシュ・ナヴィディとアダム・ウォーレン (ラグビーユニオン)が代わりに招集された。
- ヘッドコーチ:  ロビン・マクブライド（英語版）（臨時）

| 選手                                                  | ポジション     | 誕生日 (年齢)          | キャップ | チーム                               |
| ----------------------------------------------------- | -------------- | ---------------------- | -------- | ------------------------------------ |
| スコット・ボールドウィン                              | フッカー       | 1988年7月12日（24歳）  | 0        | オスプリーズ                         |
| エミル・フィリップス                                  | フッカー       | 1987年2月22日（26歳）  | 0        | スカーレッツ                         |
| スコット・アンドリュース (ラグビー選手)               | プロップ       | 1989年8月1日（23歳）   | 6        | カーディフ・ブルーズ                 |
| ライアン・ベビントン                                  | プロップ       | 1988年12月9日（24歳）  | 9        | オスプリーズ                         |
| リース・ギル                                          | プロップ       | 1986年10月30日（26歳） | 3        | サラセンズ                           |
| ロドリー・ジョーンズ                                  | プロップ       | 1991年12月23日（21歳） | 1        | スカーレッツ                         |
| クレイグ・ミッチェル (ラグビー選手)                   | プロップ       | 1986年5月3日（27歳）   | 14       | エクセター・チーフス                 |
| アンドリュー・クームズ                                | ロック         | 1984年10月27日（28歳） | 4        | ニューポート・グウェント・ドラゴンズ |
| ブラッドリー・デーヴィス (c)                          | ロック         | 1987年1月9日（26歳）   | 38       | カーディフ・ブルーズ                 |
| ジェームズ・キング                                    | ロック         | 1990年7月24日（22歳）  | 0        | オスプリーズ                         |
| ロウ・リード (ラグビー選手)                           | ロック         | 1987年9月10日（25歳）  | 3        | カーディフ・ブルーズ                 |
| ダン・ベイカー (ラグビー選手)                         | フランカー     | 1992年7月5日（20歳）   | 0        | オスプリーズ                         |
| ロブ・マカスカー                                      | フランカー     | 1988年3月12日（25歳）  | 5        | スカーレッツ                         |
| ジョシュ・ナヴィディ                                  | フランカー     | 1990年12月30日（22歳） | 0        | カーディフ・ブルーズ                 |
| アンドリース・プレトリア (ラグビー選手)               | ナンバー8      | 1985年9月26日（27歳）  | 0        | カーディフ・ブルーズ                 |
| タビス・ノイル                                        | スクラムハーフ | 1990年6月2日（23歳）   | 9        | スカーレッツ                         |
| ロイド・ウィリアムズ                                  | スクラムハーフ | 1989年11月30日（23歳） | 13       | カーディフ・ブルーズ                 |
| ダン・ビガー                                          | フライハーフ   | 1989年10月16日（23歳） | 16       | オスプリーズ                         |
| リース・パッチェル                                    | フライハーフ   | 1993年5月17日（20歳）  | 0        | カーディフ・ブルーズ                 |
| ジョナサン・スプラット                                | センター       | 1986年4月28日（27歳）  | 2        | オスプリーズ                         |
| アダム・ウォーレン (ラグビーユニオン)                 | センター       | 1991年3月7日（22歳）   | 1        | スカーレッツ                         |
| オーウェン・ウィリアムス (1991年生まれのラグビー選手) | センター       | 1991年10月2日（21歳）  | 0        | カーディフ・ブルーズ                 |
| ダフィッド・ホーウェルズ                              | ウイング       | 1995年3月22日（18歳）  | 0        | オスプリーズ                         |
| ハリー・ロビンソン (ラグビー選手)                     | ウイング       | 1993年4月16日（20歳）  | 1        | カーディフ・ブルーズ                 |
| リアム・ウィリアムズ                                  | フルバック     | 1991年4月9日（22歳）   | 3        | スカーレッツ                         |
| トム・プライディー                                    | フルバック     | 1992年2月23日（21歳）  | 4        | ニューポート・グウェント・ドラゴンズ |
| スティーブン・シングラー                              | フルバック     | 1991年6月20日（21歳）  | 0        | ロンドン・アイリッシュ               |

### 日本
2013 IRBパシフィック・ネイションズ・カップおよびウェールズ日本遠征に参加した日本の35選手。
- ヘッドコーチ:  エディー・ジョーンズ

- キャップ数および年齢は第一試合時点（2013年6月8日）のもの。

| 選手                       | ポジション     | 誕生日 (年齢)          | キャップ | チーム                     |
| -------------------------- | -------------- | ---------------------- | -------- | -------------------------- |
| 青木佑輔                   | フッカー       | 1983年6月19日（29歳）  | 25       | サントリー                 |
| 堀江翔太                   | フッカー       | 1986年1月21日（27歳）  | 19       | メルボルン・レベルズ       |
| 湯原祐希                   | フッカー       | 1984年1月21日（29歳）  | 11       | 東芝                       |
| 浅原拓真                   | プロップ       | 1987年9月7日（25歳）   | 3        | 東芝                       |
| 畠山健介                   | プロップ       | 1985年8月2日（27歳）   | 38       | サントリー                 |
| 木津武士                   | プロップ       | 1988年7月15日（24歳）  | 15       | スティーラーズ             |
| 三上正貴                   | プロップ       | 1988年6月4日（25歳）   | 2        | 東芝                       |
| 長江有祐                   | プロップ       | 1985年7月19日（27歳）  | 9        | ブラックラムズ             |
| 山下裕史                   | プロップ       | 1986年1月1日（27歳）   | 18       | スティーラーズ             |
| マイケル・ブロードハースト | ロック         | 1986年10月30日（26歳） | 5        | ブラックラムズ             |
| 伊藤鐘史                   | ロック         | 1980年12月2日（32歳）  | 10       | スティーラーズ             |
| 真壁伸弥                   | ロック         | 1987年3月26日（26歳）  | 12       | サントリー                 |
| 大野均                     | ロック         | 1978年5月6日（35歳）   | 66       | 東芝                       |
| ヘンドリック・ツイ         | ロック         | 1987年12月13日（25歳） | 7        | パナソニック               |
| ジャスティン・アイブス     | フランカー     | 1984年5月24日（29歳）  | 10       | パナソニック               |
| マイケル・リーチ           | フランカー     | 1988年10月7日（24歳）  | 28       | チーフス                   |
| 安井龍太                   | フランカー     | 1989年12月6日（23歳）  | 1        | コベルコスティーラーズ     |
| 菊谷崇                     | ナンバー8      | 1980年2月24日（33歳）  | 56       | トヨタ自動車ヴェルブリッツ |
| ホラニ龍コリニアシ         | ナンバー8      | 1981年10月25日（31歳） | 24       | パナソニック               |
| 日和佐篤                   | スクラムハーフ | 1987年5月22日（26歳）  | 20       | サントリー                 |
| 田中史朗                   | スクラムハーフ | 1985年1月3日（28歳）   | 33       | ハイランダーズ             |
| 内田啓介                   | スクラムハーフ | 1992年2月22日（21歳）  | 3        | 筑波大学                   |
| 中村亮土                   | フライハーフ   | 1991年1月28日（22歳）  | 1        | 帝京大学                   |
| 小野晃征                   | フライハーフ   | 1987年4月17日（26歳）  | 16       | サントリー                 |
| 田村優                     | フライハーフ   | 1989年1月9日（24歳）   | 6        | グリーンロケッツ           |
| 今村雄太                   | センター       | 1984年10月31日（28歳） | 35       | スティーラーズ             |
| マレ・サウ                 | センター       | 1987年10月13日（25歳） | 2        | ヤマハ発動機ジュビロ       |
| 霜村誠一                   | センター       | 1981年9月20日（31歳）  | 4        | パナソニック               |
| 立川理道                   | センター       | 1989年12月2日（23歳）  | 12       | クボタスピアーズ           |
| クレイグ・ウィング         | センター       | 1979年12月26日（33歳） | 1        | スティーラーズ             |
| 藤田慶和                   | ウイング       | 1993年10月8日（19歳）  | 3        | 早稲田大学                 |
| 福岡堅樹                   | ウイング       | 1992年9月7日（20歳）   | 2        | 筑波大学                   |
| 廣瀬俊朗 (c)               | ウイング       | 1981年10月17日（31歳） | 11       | 東芝                       |
| 小野澤宏時                 | ウイング       | 1978年3月29日（35歳）  | 78       | サントリー                 |
| 五郎丸歩                   | フルバック     | 1986年3月1日（27歳）   | 20       | ヤマハ発動機ジュビロ       |

## 試合
| 2013年6月8日 14:00 JST (UTC+9) | 日本                                                                                             | 18–22    | ウェールズ | 近鉄花園ラグビー場（大阪） 観客数: 20,152人 レフリー: ローレンス・ファン・デル・メルヴァ（南アフリカ） |
| 2013年6月8日 14:00 JST (UTC+9) | トライ: ブロードハースト 38' m 藤田 69' c コンバート: 五郎丸 (1/2) 70' PK: 五郎丸 (2/4) 15', 20' | レポート | トライ: ハリー・ロビンソン (ラグビー選手) 63' c コンバート: ビガー (1/1) 64' PK: ビガー (4/5) 23', 29', 46', 59' パッチェル (1/1) 79' | 近鉄花園ラグビー場（大阪） 観客数: 20,152人 レフリー: ローレンス・ファン・デル・メルヴァ（南アフリカ） |

| FB                   | 15 | 五郎丸歩                   |  |                  |                  |      |
| RW                   | 14 | 藤田慶和                   |  |                  |                  |      |
| OC                   | 13 | マレ・サウ                 |  |                  |                  |      |
| IC                   | 12 | クレイグ・ウィング         |  | 70分             |                  |      |
| LW                   | 11 | 福岡堅樹                   |  | 79分             |                  |      |
| FH                   | 10 | 立川理道                   |  |                  |                  |      |
| SH                   | 9  | 田中史朗                   |  | 66分             |                  |      |
| N8                   | 8  | 菊谷崇 (c)                 |  |                  |                  |      |
| OF                   | 7  | マイケル・ブロードハースト |  |                  |                  |      |
| BF                   | 6  | ヘンドリック・ツイ         |  | 72分             |                  |      |
| RL                   | 5  | 伊藤鐘史                   |  |                  |                  |      |
| LL                   | 4  | 大野均                     |  | 80分             |                  |      |
| TP                   | 3  | 山下裕史                   |  | 64分             |                  |      |
| HK                   | 2  | 堀江翔太                   |  | 30分から32分の間 | 30分から32分の間 | 72分 |
| LP                   | 1  | 三上正貴                   |  | 60分             |                  |      |
| 交代:                |    |                            |  |                  |                  |      |
| HK                   | 16 | 木津武士                   |  | 30分             | 32分             | 72分 |
| PR                   | 17 | 長江有祐                   |  | 60分             |                  |      |
| PR                   | 18 | 畠山健介                   |  | 64分             |                  |      |
| LK                   | 19 | 北川俊澄                   |  | 80分             |                  |      |
| FL                   | 20 | 安井龍太                   |  | 72分             |                  |      |
| SH                   | 21 | 日和佐篤                   |  | 66分             |                  |      |
| FH                   | 22 | 田村優                     |  | 70分             |                  |      |
| WG                   | 23 | 小野澤宏時                 |  | 79分             |                  |      |
| コーチ:              |    |                            |  |                  |                  |      |
| エディー・ジョーンズ |    |                            |  |                  |                  |      |

| FB                   | 15 | リアム・ウィリアムズ                                  |              |      |
| RW                   | 14 | ハリー・ロビンソン (ラグビー選手)                     |              |      |
| OC                   | 13 | オーウェン・ウィリアムス (1991年生まれのラグビー選手) |              |      |
| IC                   | 12 | ジョナサン・スプラット                                |              |      |
| LW                   | 11 | ダフィッド・ホーウェルズ                              |              |      |
| FH                   | 10 | ダン・ビガー                                          |              | 64分 |
| SH                   | 9  | ロイド・ウィリアムズ                                  |              | 60分 |
| N8                   | 8  | ロブ・マカスカー                                      | 19分から29分 | 60分 |
| OF                   | 7  | ジェームズ・キング                                    |              |      |
| BF                   | 6  | アンドリュー・クームズ                                |              | 51分 |
| RL                   | 5  | ロウ・リード (ラグビー選手)                           |              |      |
| LL                   | 4  | ブラッドリー・デーヴィス (c)                          |              |      |
| TP                   | 3  | スコット・アンドリュース (ラグビー選手)               |              |      |
| HK                   | 2  | エミル・フィリップス                                  |              |      |
| LP                   | 1  | ライアン・ベビントン                                  |              | 51分 |
| 交代:                |    |                                                       |              |      |
| HK                   | 16 | スコット・ボールドウィン                              |              |      |
| PR                   | 17 | リース・ギル                                          |              | 51分 |
| PR                   | 18 | ロドリー・ジョーンズ                                  |              |      |
| N8                   | 19 | アンドリース・プレトリア (ラグビー選手)               |              | 51分 |
| FL                   | 20 | ダン・ベイカー (ラグビー選手)                         |              | 60分 |
| SH                   | 21 | タビス・ノイル                                        |              | 60分 |
| FH                   | 22 | リース・パッチェル                                    |              | 64分 |
| FB                   | 23 | トム・プライディー                                    |              |      |
| コーチ:              |    |                                                       |              |      |
| ロビン・マクブライド |    |                                                       |              |      |

| タッチジャッジ: グレッグ・ガーナー（イングランド） 原田隆司（日本） |

註:
- ダン・ベイカー (ラグビー選手)（英語版）, ダフィッド・ホーウェルズ（英語版）, ジェームズ・キング, リース・パッチェル, エミル・フィリップス（英語版）, アンドリース・プレトリア (ラグビー選手)（英語版）, オーウェン・ウィリアムス (1991年生まれのラグビー選手)（英語版）（全てウェールズ）および長江有祐（日本）はこの試合がテストマッチデビュー。

| 2013年6月15日 14:00 JST (UTC+9) | 日本 | 23–8     | ウェールズ                                           | 秩父宮ラグビー場（東京） 観客数: 21,062人 レフリー: グレッグ・ガーナー（イングランド） |
| 2013年6月15日 14:00 JST (UTC+9) | トライ: Wing 49' c ブロードハースト 60' c コンバート: 五郎丸 (2/2) 49', 61' PK: 五郎丸 (3/3) 14', 34', 76' | レポート | トライ: トム・プライディー 44 m PK: ビガー (1/2) 21' | 秩父宮ラグビー場（東京） 観客数: 21,062人 レフリー: グレッグ・ガーナー（イングランド） |

| FB                   | 15 | 五郎丸歩                   |  |      |
| RW                   | 14 | 廣瀬俊朗 (c)               |  |      |
| OC                   | 13 | マレ・サウ                 |  |      |
| IC                   | 12 | クレイグ・ウィング         |  | 69分 |
| LW                   | 11 | 福岡堅樹                   |  | 79分 |
| FH                   | 10 | 立川理道                   |  |      |
| SH                   | 9  | 田中史朗                   |  | 67分 |
| N8                   | 8  | 菊谷崇                     |  |      |
| OF                   | 7  | マイケル・ブロードハースト |  |      |
| BF                   | 6  | ヘンドリック・ツイ         |  |      |
| RL                   | 5  | 伊藤鐘史                   |  | 45分 |
| LL                   | 4  | 大野均                     |  | 74分 |
| TP                   | 3  | 山下裕史                   |  | 45分 |
| HK                   | 2  | 堀江翔太                   |  | 79分 |
| LP                   | 1  | 三上正貴                   |  | 69分 |
| 交代:                |    |                            |  |      |
| HK                   | 16 | 木津武士                   |  | 79分 |
| PR                   | 17 | 長江有祐                   |  | 69分 |
| PR                   | 18 | 畠山健介                   |  | 45分 |
| LK                   | 19 | 真壁伸弥                   |  | 45分 |
| FL                   | 20 | ジャスティン・アイブス     |  | 74分 |
| SH                   | 21 | 日和佐篤                   |  | 67分 |
| FH                   | 22 | 田村優                     |  | 69分 |
| WG                   | 23 | 藤田慶和                   |  | 79分 |
| コーチ:              |    |                            |  |      |
| エディー・ジョーンズ |    |                            |  |      |

| FB                   | 15 | リアム・ウィリアムズ                                  |  | 53分 |
| RW                   | 14 | ハリー・ロビンソン (ラグビー選手)                     |  |      |
| OC                   | 13 | オーウェン・ウィリアムス (1991年生まれのラグビー選手) |  | 23分 |
| IC                   | 12 |                                                       |  |      |
| LW                   | 11 | トム・プライディー                                    |  |      |
| FH                   | 10 | ダン・ビガー                                          |  |      |
| SH                   | 9  | ロイド・ウィリアムズ                                  |  | 50分 |
| N8                   | 8  | アンドリース・プレトリア (ラグビー選手)               |  |      |
| OF                   | 7  | ジョシュ・ナヴィディ                                  |  | 63分 |
| BF                   | 6  | ジェームズ・キング                                    |  |      |
| RL                   | 5  | ロウ・リード (ラグビー選手)                           |  | 50分 |
| LL                   | 4  | ブラッドリー・デーヴィス (c)                          |  |      |
| TP                   | 3  | スコット・アンドリュース (ラグビー選手)               |  | 57分 |
| HK                   | 2  | エミル・フィリップス                                  |  | 78分 |
| LP                   | 1  | リース・ギル                                          |  | 57分 |
| 交代:                |    |                                                       |  |      |
| HK                   | 16 | スコット・ボールドウィン                              |  | 78分 |
| PR                   | 17 | ロドリー・ジョーンズ                                  |  | 57分 |
| PR                   | 18 | クレイグ・ミッチェル (ラグビー選手)                   |  | 57分 |
| LK                   | 19 | アンドリュー・クームズ                                |  | 50分 |
| FL                   | 20 | ダン・ベイカー (ラグビー選手)                         |  | 63分 |
| SH                   | 21 | タビス・ノイル                                        |  | 50分 |
| FH                   | 22 | リース・パッチェル                                    |  | 23分 |
| WG                   | 23 | ダフィッド・ホーウェルズ                              |  | 53分 |
| コーチ:              |    |                                                       |  |      |
| ロビン・マクブライド |    |                                                       |  |      |

| タッチジャッジ: ローレンス・ファン・デル・メルヴァ（南アフリカ） 平林泰三（日本） |

註:
- キックオフボール・プレゼンターにNEWSの加藤シゲアキが務めた[7]。
- これは日本のウェールズに対する初勝利である。